# Världsmästarna i tungviktsboxning 1892-nutid
Världsmästarna i tungviktsboxning 1892-nutid i professionell tungviktsboxning har från 1960-talet blivit allt mer uppdelad med flera sinsemellan konkurrerande boxningsförbund med WBC, WBA och IBF som största organisationer.
Följande lista sträcker sig från att den första VM-matchen med handskar utkämpades mellan John L. Sullivan och James J. Corbett 7 september 1892. Från och med slutet 1960-talet bygger listan på vem som "boxningsbibeln" The Ring Magazine ansett vara den riktige mästaren. 

## Listan
- 1892-1897: James J. Corbett
- 1897-1899: Bob Fitzsimmons
- 1899-1905: James J. Jeffries (avsade sig titeln)
- 1905-1906: Marvin Hart
- 1906-1908: Tommy Burns
- 1908-1915: Jack Johnson
- 1915-1919: Jess Willard
- 1919-1926: Jack Dempsey
- 1926-1928: Gene Tunney (avsade sig titeln)
- 1928-1930: Titeln vakant
- 1930-1932: Max Schmeling
- 1932-1933: Jack Sharkey
- 1933-1934: Primo Carnera
- 1934-1935: Max Baer
- 1935-1937: James J Braddock
- 1937-1949: Joe Louis (avsade sig titeln)
- 1949-1951: Ezzard Charles
- 1951-1952: Jersey Joe Walcott
- 1952-1956: Rocky Marciano (avsade sig titeln)
- 1956-1959: Floyd Patterson
- 1959-1960: Ingemar Johansson
- 1960-1962: Floyd Patterson
- 1962-1964: Sonny Liston
- 1964-1967: Muhammad Ali (fråntogs titeln på grund av vägran att göra militärtjänst)
- 1967-1970: The Ring betraktade fortfarande Ali som rättmätig mästare
- 1970-1973: Joe Frazier
- 1973-1974: George Foreman
- 1974-1978: Muhammad Ali
- 1978: Leon Spinks
- 1978-1979: Muhammad Ali (avsade sig titeln)
- 1979-1980: Titeln vakant
- 1980-1985: Larry Holmes
- 1985-1987/1988: Michael Spinks (fråntogs titeln 1987 men besegrades först året efter)
- 1987/1988-1990: Mike Tyson (universellt erkänd först 1988 efter seger mot Michael Spinks)
- 1990: James Buster Douglas
- 1990-1992: Evander Holyfield
- 1992-1993: Riddick Bowe
- 1993-1994: Evander Holyfield
- 1994: Michael Moorer
- 1994-1995: George Foreman (avsade sig titeln)
- 1995-1996: Mike Tyson
- 1996-1999: Evander Holyfield
- 1999-2001: Lennox Lewis
- 2001: Hasim Rahman
- 2001-2004: Lennox Lewis (avsade sig titeln)
- 2004-2005: Vitali Klitsjko (avsade sig titeln)
- 2005-2015: Vladimir Klitsjko
- 2015-2022 Tyson Fury
- 2022- Oleksandr Usyk

### Rocky Marciano
Rocky Marciano är den ende mästaren som aldrig förlorade någon match, totalt 49-0 i matcher varav 43 K.O.-segrar.

### Muhammad Ali
Efter att Muhammad Ali fråntagits titeln 1967 utsågs två mästare 1968, Jimmy Ellis och Joe Frazier. Frazier besegrade Ellis 1970 och enade titeln. Efter att Ali "självmant" abdikerat erkändes Frazier som den sanne mästaren av The Ring.

### Larry Holmes
Larry Holmes erövrade WBC-titeln redan 1978 efter att ha besegrat Ken Norton. Denne hade i sin tur tilldelats WBC-titeln efter att WBC fråntagit Spinks titeln när han vägrade möta Norton. Efter att Holmes 1980 besegrat Muhammad Ali vid dennes comeback ansågs Holmes vara den rättmätige mästaren. Han fråntogs WBC-titeln 1983 men erövrade istället IBF-titeln vilket gjorde att han fortfarande räknades som den "sanne" mästaren.

### Mike Tyson
Efter att ha besegrat Trevor Berbick, James "Bonecrusher" Smith och Tony Tucker enade Mike Tyson titeln (WBC, WBA och IBF) 1986-87. Men då Spinks fråntagits sin IBF-titel på diffusa grunder ansåg många (däribland The Ring) att han fortfarande var den rättmätige mästaren fram till att Tyson 1988 besegrade Spinks på K.O. i rond 1.

### Lennox Lewis
Lennox Lewis tilldelades WBC-titeln redan 1993 efter att Riddick Bowe erövrat den enade titeln från Evander Holyfield och vägrat möta Lewis. 1994 förlorade Lewis WBC-titeln till Oliver McCall men återtog den senare. Riktig mästare blev han emellertid först efter att han 1999 besegrat Holyfield. Lewis är också den förste tungviktsmästaren från Storbritannien sedan Bob Fitzimmons innehade titeln i slutet av 1800-talet.